# Haemalea
Haemalea là một chi bướm đêm thuộc họ Geometridae.

## Các loài
- Haemalea delotaria
- Haemalea imitans
- Haemalea lophopleura
- Haemalea partita
- Haemalea ustaria